# The Chronic
The Chronic je debitantski album repera i producenta Dr. Drea. Objavljen je 15. prosinca 1992. godine preko vlastite diskografske kuće Death Row Records koju distribuira Priority Records. Album je sniman u studiju Death Rowa u Los Angelesu, Kaliforniji.

## Popis pjesama
| #   | Naziv                                            | Izvođač(i)                                                           | Uzorci | Trajanje |
| --- | ------------------------------------------------ | -------------------------------------------------------------------- | --- | -------- |
| 1   | "The Chronic" [Intro]                            | Dr. Dre, Snoop Dogg                                                  | - "Impeach the President" by The Honeydrippers - "Get Out of My Life, Woman" by Solomon Burke - "Funky Worm" by Ohio Players - "Country Cooking" by Jim Dandy                      | 1:57     |
| 2   | "Fuck Wit Dre Day (And Everybody's Celebratin')" | Dr. Dre, Snoop Dogg, Jewell, RBX                                     | - "Atomic Dog" by George Clinton - "(Not Just) Knee Deep" by Funkadelic - "Funkentelechy", "The Big Bang Theory", "Aquaboogie (A Psychoalphadiscobetabioaquadoloop)" by Parliament | 4:52     |
| 3   | "Let Me Ride"                                    | Dr. Dre, Jewell, Ruben background vocals by Snoop Dogg               | - "Mothership Connection (Star Child)", "Swing Down, Sweet Chariot (Live)" by Parliament - "Kissin' My Love" (Drums) by Bill Withers - "Funky Drummer" (Drums) by James Brown      | 4:21     |
| 4   | "The Day the Niggaz Took Over"                   | Dr. Dre, Dat Nigga Daz, RBX, Snoop Dogg                              | - Samples live news reports and other soundbites of the 1992 Los Angeles riots - "Love's Gonna Get'cha (Material Love)" by Boogie Down Productions                                 | 4:33     |
| 5   | "Nuthin' but a "G" Thang"                        | Dr. Dre, Snoop Dogg                                                  | - "I Wanna Do Something Freaky to You" by Leon Haywood - "Uphill (Peace of mind)" by Frederick Knight                                                                              | 3:58     |
| 6   | "Deeez Nuuuts"                                   | Dr. Dre, Dat Nigga Daz, Snoop Dogg, Nate Dogg, Warren G              | - "Chestnuts" by Rudy Ray Moore | 5:06     |
| 7   | "Lil' Ghetto Boy"                                | Dr. Dre, Snoop Dogg, Dat Nigga Daz                                   | - "Little Ghetto Boy" by Donny Hathaway - "The Get Out of the Ghetto Blues" by Gil Scott-Heron                                                                                     | 5:27     |
| 8   | "A Nigga Witta Gun"                              | Dr. Dre background vocals by Snoop Dogg                              | - "Big Sur Suite" by Johnny "Hammond" Smith - "Who's the Man (With the Master Plan)" by the Kay Gees - "Friends" by Whodini                                                        | 3:28     |
| 9   | "Rat-Tat-Tat-Tat"                                | Dr. Dre background vocals by RBX, Snoop Dogg                         | - "Vegetable Wagon" by Donny Hathaway - "Brothers Gonna Work it Out" by Willie Hutch - "Pot Belly" by Lou Donaldson                                                                | 3:48     |
| 10  | "The $20 Sack Pyramid" (Skit)                    | Big Tittie Nickie, The D.O.C., Samara, Snoop Dogg                    | - "Papa Was Too" (Live) by Joe Tex | 2:53     |
| 11  | "Lyrical Gangbang"                               | The Lady of Rage, Kurupt, RBX                                        | - "Damn" by The Nite-Liters - "When the Levee Breaks" by Led Zeppelin | 4:04     |
| 12  | "High Powered"                                   | Dr. Dre (intro), RBX, The Lady of Rage, Dat Nigga Daz                | | 2:44     |
| 13  | "The Doctor's Office" (Skit)                     | Jewell, The Lady of Rage                                             | | 1:04     |
| 14  | "Stranded on Death Row"                          | Bushwick Bill, Kurupt, The Lady of Rage, RBX, Snoop Dogg             | - "Do Your Thing" (Live) by Isaac Hayes - "If it Don't Turn You on (You Outta Leave it Alone)" by B.T. Express - "The Jam" by Graham Central Station                               | 4:47     |
| 15  | "The Roach" [The Chronic Outro]                  | RBX, Dat Nigga Daz, Emmage, Jewell, The Lady of Rage                 | - "P-Funk (Wants to Get Funked Up)", "Colour Me Funky" by Parliament - "Impeach the President" (Drums) by The Honeydrippers                                                        | 4:36     |
| 16* | "Bitches Ain't Shit"                             | Dr. Dre, Dat Nigga Daz, Kurupt, Snoop Dogg, Jewell, The Lady of Rage | - "Adolescent Funk" by Funkadelic | 4:48     |

## Top ljestvice
| Top ljestvica               | Završna pozicija |
| --------------------------- | ---------------- |
| Ireland Albums Top 75       | 48               |
| U.K. Albums Top 75          | 43               |
| U.S. Billboard 200          | 3                |
| U.S. Top R&B/Hip-Hop Albums | 1                |
| U.S. Top Indie Albums       | 1                |

## Impresum
| - Dr. Dre – vokali, klavijature, producent, bubnjevi, miksanje - Snoop Doggy Dogg – vokali - The Lady of Rage – vokali - Warren G – vokali - The D.O.C. – tekstopisac - RBX – vokali - Nate Dogg – vokali - Dat Nigga Daz – vokali, bubnjevi - Kurupt – vokali - Suge Knight – izvršni producent |

## Vanjske poveznice
- The Chronic na Discogs
- RapReviews: "Back to the Lab" Series — od Jesal Padania
- Parents' Weekend with Dr. Dre: The Chronic  Arhivirana inačica izvorne stranice od 21. svibnja 2011. (Wayback Machine) na The Yale Herald